# Villa Pallavicino (Salerano Canavese)
La Villa Pallavicino è una storica residenza in stile Secondo Impero di Salerano Canavese in Piemonte.

## Storia
La villa venne eretta come elegante residenza estiva dal marchese Giuseppe Pallavicino Mossi agli inizi del XX secolo.
Nel 1995, in seguito alla morte dell'ultima discendente dei marchesi Pallavicino Mossi, la contessa Bianca, la residenza venne messa sul mercato più volte, cambiando altrettanti proprietari e venendo sottoposta a lunghi e tuttora inconclusi lavori di ristrutturazione.

## Descrizione
La villa sorge in posizione panoramica con vista a 360 gradi sull'anfiteatro morenico di Ivrea. L'edificio, che presenta una pianta a "C", si sviluppa su due piani più un attico mansardato, in chiaro stile francese. Dalla facciata principale sporgono tre avancorpi terrazzati, dei quali il centrale ospitava il sontuoso ingresso con un elegante scalone. Al pian terreno si trovavano quindi una cappella, un salone, una biblioteca, una sala da pranzo, dispense e cucine; il piano intermedio accoglieva la galleria e le camere da letto mentre il piano mansardato gli alloggi della servitù.